# Evangelos Venizelos
Evangelos Venizelos (Grieks: Ευάγγελος Βενιζέλος) (Thessaloniki, 1 januari 1957) is een Grieks politicus en lid van het Griekse Parlement voor de socialistische partij PASOK. In het verleden heeft hij verschillende ministerposten bekleed en was hij meermaals vicepremier.

## Politieke carrière
In 1990 werd hij verkozen tot lid van het Centraal Bestuur van de sociaaldemocratische partij PASOK en bij de verkiezingen van 1993, 1996, 2000, 2004, 2007 en 2009 tot afgevaardigde van Thessaloniki in het parlement.
Hij is eveneens lid van het Uitvoerend Comité van de PASOK. Evangelos Venizelos was rapporteur van de Griekse grondwetsherziening die begon in 1996 en voltooid werd in april 2001. Hij heeft wetsvoorstellen ingediend in de domeinen media, justitie, energie, cultuur e.a.
Op zijn voorstel zijn onder andere wetten goedgekeurd betreffende de media, de liberalisatie van de energiemarkt, de bescherming van oudheden en het cultureel erfgoed.

Op 19 maart 2012 trad hij af als minister van Financiën omdat hij verkozen was als lijsttrekker van PASOK Hij is opgevolgd door Filippos Sachinidis. Op de persconferentie waar hij dit bekendmaakte werd hij getroffen door yoghurt die werd gegooid door een oudere op krukken. Op 25 juni 2013 trad hij toe tot de regering van Andonis Samaras.

### Functies
- Minister van Pers en Massamedia en regeringsvoorlichter (1993-1995)
- Minister Vervoer en Transport (1995-1996)
- Minister van Justitie (1996)
- Minister van Cultuur en Sport (1996 –1999)
- Minister van Ontwikkeling, Energie, Industrie, Handel, Toerisme en Technologie (1999-2000)
- Minister van Cultuur en Sport (2000-2004)
- Minister van Defensie (2009-2011)
- Vicepremier en minister van Financiën (2011-2012)
- Vicepremier en minister van Buitenlandse Zaken (2013-2015)

## Levensloop
Venizelos studeerde rechten aan de Aristoteles-universiteit van Thessaloniki. Als student was Venizelos lid van de centrale raad van de studentenvakbond van de Universiteit van Thessaloniki (FEAPT) en de Griekse nationale studentenvakbond EFEE. Van 1974 to 1978 deed hij een postdoctorale studie aan de Universiteit van Parijs. 
In 1984 werd Venizelos docent en later hoogleraar Constitutioneel recht aan de Aristoteles Universiteit van Thessaloniki.
Hij kreeg nationale bekendheid door zijn optreden als verdediger van Andreas Papandreou in een corruptieproces. In 2004 was hij als minister van Cultuur en Sport verantwoordelijk voor de coördinatie  van onder andere de infrastructuur en de contacten met het Olympisch Comité van de Olympische spelen van 2004 te Athene. Hij volgde Giorgios Papakonstandinou op 17 juni 2011 op als minister van Financiën bij de herschikking van het kabinet van Papandreou in verband met de grote economische problemen van Griekenland.

## Trivia
- Venizelos is getrouwd met Lila Bakatselou en heeft een dochter.[3]
- Evangelos Venizelos heeft geen familieband met de bekende Griekse politicus Eleftherios Venizelos (1864-1936).
- Hij spreekt naast Grieks ook Engels en Frans.
- In 1998 werd hem door de La Trobe Universiteit te Melbourne een eredoctoraat toegekend.[4]